# Nord-Norge
Nord-Norge (Noord-Noorwegen) is een historische regio langs de Noorse Zee in het noorden van Noorwegen. Ze bestond uit de provincies:
- Troms
- Nordland
- Finnmark

In het noorden van Noorwegen wonen circa 463.000 mensen. De grootste stad is Tromsø. Enkele andere plaatsen zijn Bodø, Narvik, Alta, Hammerfest en Kirkenes. Tevens ligt de Noordkaap, het noordelijkste puntje van het Europese vasteland, in Noord-Noorwegen.
Nord-Norge · Trøndelag · Vestlandet · Sørlandet · Østlandet